# Marie Hov
Marie Hov (* 30. Juli 1989) ist eine norwegische Biathletin.
Marie Hov gab ihr internationales Debüt 2007 im Rahmen der Juniorinnenrennen des IBU-Cups. Erstes Großereignis wurden die Biathlon-Juniorenweltmeisterschaften 2009 in Canmore, bei denen die Norwegerin 13. des Einzels, 28. des Sprints, 22. der Verfolgung und Fünfte mit der Staffel wurde. Ein Jahr später belegte sie in Torsby den zehnten Platz im Einzel und gewann mit Kaia Wøien Nicolaisen und Synnøve Solemdal hinter der russischen und vor der deutschen Staffel die Silbermedaille.
In Ridnaun bestritt Hov beim zweiten IBU-Cup der Saison 2011/12 ihre ersten Rennen in der zweithöchsten Rennserie des Biathlons. In ihrem ersten Rennen, einem Einzel, wurde sie 59. Im folgenden Sprintrennen gewann sie als 24. erstmals Punkte. Eine Woche später erreichte sie als Startläuferin mit Kari Henneseid Eie, Jan Olav Gjermundshaug und Henrik L’Abée-Lund mit der norwegischen Mixed-Staffel in Obertilliach als Zweitplatzierte eine erste Podestplatzierung.